# Lijst van markiezen in de adelstand van het Verenigd Koninkrijk en Ierland
Deze lijst bevat alle huidige Markiezen van het Verenigd Koninkrijk en Ierland.

Heraldische representatie van een Britse Markiezenkroon.

## Markiezen in adelstand van Engeland
1. De Markies van Winchester 
  - Nigel Paulet, 18de Markies van Winchester

## Markiezen in de adelstand van Schotland
1. De Markies van Huntly  
  - Granville Gordon, 13de Markies van Huntly
2. De Markies van Queensberry   
  - David Douglas, 12de Markies van Queensberry
3. De Markies van Tweeddale 
  - Charles Hay, 14de Markies van Tweeddale
4. De Markies van Lothian 
  - Michael Ancram, 13de Markies van of Lothian

## Markiezen in het adeldom van Groot-Brittannië
1. De Markies van Lansdowne   
  - Charles Petty-FitzMaurice, 9de Markies van Lansdowne
2. De Markies van Townshen  
  - Charles Townshend, 8ste Markies van Townshen
3. De Markies van Salisbury   
  - Robert Gascoyne-Cecil, 7de Markies van Salisbury
4. De Markies van Bath  
  - Alexander Thynn, 7de Markies van Bath
5. De Markies van Hertford   
  - Henry Seymour, 9de Markies van Hertford
6. De Markies van Bute  
  - John Crichton-Stuart, 7de Markies van Bute

## Markiezen in de adelstand van Ierland
1. De Markies van Waterford 
  - John Beresford, 8ste Markies van Waterford
2. De Markies van Downshire   
  - Nicholas Hill, 9de Markies van Downshire
3. De Markies van Donegall   
  - Patrick Chichester, 8ste Markies van Donegall
4. De Markies van Headfort   
  - Christopher Taylour, 7de Markies van Headfort
5. De Markies van Sligo   
  - Jeremy Browne, 11de Markies van Sligo
6. De Markies van Ely   
  - Charles John Tottenham, 9de Markies van Ely
7. De Markies van Londonderry   
  - Frederick Aubrey Vane-Tempest-Stewart, 10de Markies van Londonderry
8. De Markies van Conyngham   
  - Henry Conyngham, 8ste Markies van Conyngham

## Markiezen in de adelstand van het Verenigd Koninkrijk
1. De Markies van Exeter 
  - Michael Cecil, 8ste Markies van Exeter
2. De Markies van Northampton 
  - Spencer Compton, 7de Markies van Northampton
3. De Markies van Camden  
  - David Pratt, 6de Markies van Camden
4. De Markies van Anglesey 
  - Charles Paget, 8ste Markies van Anglesey
5. De Markies van Cholmondeley (heeft een hogere positie als Lord Great Chamberlain)  
  - David Cholmondeley, 7de Markies van Cholmondeley

Marquess of Londonderry (Ireland)
Marquess Conyngham (Ireland)
6. De Markies van Ailesbury 
  - Michael Brudenell-Bruce, 8ste Markies van Ailesbury
7. De Markies van Bristol  
  - Frederick Hervey, 8ste Markies van Bristol
8. De Markies van Ailsa  
  - Archibald Kennedy, 8ste Markies van Ailsa
9. De Markies van Normanby  
  - Constantine Phipps, 5de Markies van Normanby
10. De Markies van Abergavenny  
  - Christopher Nevill, 6de Markies van Abergavenny
11. De Markies van Zetland  
  - Mark Dundas, 4de Markies van Zetland
12. De Markies van Linlithgow  
  - Adrian Hope, 4de Markies van Linlithgow
13. De Markies van Aberdeen and Temair  
  - Alexander Gordon, 7de Markies van Aberdeen and Temair
14. De Markies van Milford Haven 
  - George Mountbatten, 4de Markies van Milford Haven
15. De Markies van Reading 
  - Simon Rufus Isaacs, 4de Markies van Reading